# بیژن بنفشه‌خواه
بیژن بنفشه‌خواه (زادهٔ ۹ فروردین ۱۳۵۲) بازیگر اهل ایران است.

## فعالیت هنری
وی عمدتا در آثار کمدی به ایفای‌ نقش می‌پردازد و در طول حرفهٔ خود، در مجموعه‌های کمدی‌ای مانند این چند نفر، بدون شرح، مرد دوهزارچهره، قهوه تلخ، ساختمان پزشکان، پژمان، لیسانسه‌ها، خانه اجاره‌ای، راه طولانی و مگه تموم عمر چند تا بهاره به ایفای نقش پرداخته است.

## زندگی شخصی
رضا بنفشه‌خواه پدر او و محمود بنفشه‌خواه عموی او می‌باشد.

## سینما
| سال  | نام فیلم          | کارگردان        |
| ---- | ----------------- | --------------- |
| ۱۴۰۳ | ناجورها           | محمدحسین فرحبخش |
| ۱۴۰۳ | جزایر قناری       | عادل معصومیان   |
| ۱۴۰۳ | طهران ۵۷          | ایمان ایزدی     |
| ۱۴۰۳ | آنتیک             | محمدهادی نائیجی |
| ۱۴۰۳ | تاکسی درمی        | محمد پایدار     |
| ۱۴۰۲ | معجزه پروین       | محمدرضا ورزی    |
| ۱۴۰۲ | صبحانه با زرافه‌ها | سروش صحت        |
| ۱۴۰۱ | بانک زده‌ها        | جواد اردکانی    |
| ۱۳۹۹ | گیج‌گاه            | عادل تبریزی     |
| ۱۳۹۸ | والدین امانتی     | حسین قناعت      |
| ۱۳۹۸ | فصل ماهی سفید     | قربان نجفی      |
| ۱۳۹۸ | نارگیل۲           | داوود اطیابی    |
| ۱۳۹۷ | کلوپ همسران       | مهدی صباغ‌زاده   |
| ۱۳۹۷ | جانان             | کامران قدکچیان  |
| ۱۳۹۷ | تخته گاز          | محمد آهنگرانی   |
| ۱۳۹۶ | کاتیوشا           | علی عطشانی      |
| ۱۳۹۶ | ما خیلی باحالیم   | بهمن گودرزی     |
| ۱۳۹۵ | قهرمانان کوچک     | حسین قناعت      |
| ۱۳۹۵ | هشتگ              | رحیم بهبودی‌فر   |
| ۱۳۹۳ | دربست             | علی فرد         |
| ۱۳۹۲ | شرف خانواده فاضل  | پوریا جاویدپور  |
| ۱۳۸۹ | وفا ۲۰۱۲          | رضا شفیعی جم    |
| ۱۳۸۹ | از ما بهترون      | مهرداد فرید     |
| ۱۳۷۹ | رقص شیطان         | اسماعیل براری   |

## تلویزیون
| سال  | نام سریال                        | سِمت        | کارگردان                        | پخش                        |
| ۱۴۰۲ | بگو بخند                         | داور       | شهاب عباسی                      | شبکه نسیم                  |
| ۱۴۰۲ | نون خ ۴                          | بازیگر     | سعید آقاخانی                    | شبکه یک                    |
| ۱۴۰۱ | مسابقه دورهمی                    | شرکت کننده | مهران مدیری                     | محصول شبکه نسیم (پخش نشده) |
| ۱۴۰۱ | مستوران                          | بازیگر     | مسعود آب‌پرور و سیدجمال سیدحاتمی | شبکه یک                    |
| ۱۴۰۱ | پلاک ۱۳                          | بازیگر     | آرش معیریان و شهاب عباسی        | شبکه سه                    |
| ۱۴۰۰ | خود خواسته                       | بازیگر     | علیرضا بذرافشان                 | شبکه یک                    |
| ۱۴۰۰ | زندگی زیباست                     | بازیگر     | قاسم جعفری                      | شبکه دو                    |
| ۱۳۹۸ | سرگذشت اپیزود سلیمان             | بازیگر     | سیدجمال سیدحاتمی                | شبکه یک                    |
| ۱۳۹۸ | حکایت‌های کمال                    | بازیگر     | قدرت‌الله صلح میرزایی            | شبکه دو                    |
| ۱۳۹۸ | دنگ و فنگ روزگار                 | بازیگر     | جواد مزدآبادی                   | شبکه یک                    |
| ۱۳۹۸ | شش قهرمان و نصفی                 | بازیگر     | حسین قناعت                      | شبکه پنج                   |
| ۱۳۹۶ | محکومین (اپیزود موسی)            | بازیگر     | سیدجمال سیدحاتمی                | شبکه یک                    |
| ۱۳۹۶ | لیسانسه‌ها                        | بازیگر     | سروش صحت                        | شبکه سه                    |
| ۱۳۹۵ | شهرک جیم                         | بازیگر     | علی شب‌خیز                       | شبکه سه                    |
| ۱۳۹۴ | سه شو                            | مجری       | -                               | شبکه سه                    |
| ۱۳۹۴ | حالت خاص                         | بازیگر     | افشین اربابی                    | شبکه نسیم                  |
| ۱۳۹۳ | مسابقه ستاره بیست                | مجری       | -                               | شبکه نمایش خانگی           |
| ۱۳۹۳ | سربه‌راه                          | بازیگر     | سعید سلطانی                     | شبکه پنج تهران             |
| ۱۳۹۳ | دست نزن جیزه                     | بازیگر     | امیر غفارمنش                    | شبکه نسیم                  |
| ۱۳۹۲ | روزهای بد، به‌در                  | بازیگر     | سعید آقاخانی                    | شبکه سه                    |
| ۱۳۹۲ | پژمان                            | بازیگر     | سروش صحت                        | شبکه سه                    |
| ۱۳۹۱ | دزد و پلیس                       | بازیگر     | سعید آقاخانی                    | شبکه سه                    |
| ۱۳۹۰ | سهمی برای دوست                   | بازیگر     | مسعود اطیابی                    | شبکه دو                    |
| ۱۳۹۰ | راه طولانی                       | بازیگر     | رضا کریمی                       | شبکه یک                    |
| ۱۳۹۰ | خانه اجاره‌ای - سری اول           | بازیگر     | رامین ناصرنصیر                  | شبکه سه                    |
| ۱۳۸۹ | ساختمان پزشکان                   | بازیگر     | سروش صحت                        | شبکه سه                    |
| ۱۳۸۷ | مرد دوهزارچهره                   | بازیگر     | مهران مدیری                     | شبکه سه                    |
| ۱۳۸۷ | طلاق در وقت اضافه                | بازیگر     | سید محسن یوسفی                  | شبکه تهران                 |
| ۱۳۸۶ | پیامک از دیار باقی               | بازیگر     | سیروس مقدم                      | شبکه یک                    |
| ۱۳۸۶ | آرزوهای شیرین                    | بازیگر     | سید وحید حسینی                  | شبکه یک                    |
| ۱۳۸۵ | فیلم تلویزیونی «تعطیلات پردردسر» | بازیگر     | شهاب عباسی                      | شبکه پنج تهران             |
| ۱۳۸۴ | اکسیژن                           | بازیگر     | مهدی مظلومی                     | شبکه پنج تهران             |
| ۱۳۸۲ | باغچه مینو                       | بازیگر     | رضا صفدری                       | شبکه سه                    |
| ۱۳۸۱ | زیر آسمان شهر - سری سوم          | بازیگر     | مهران غفوریان                   | شبکه سه                    |
| ۱۳۸۱ | بدون شرح                         | بازیگر     | مهدی مظلومی                     | شبکه سه                    |
| ۱۳۸۰ | طبقه وسط                         | بازیگر     | مهران غفوریان                   | شبکه پنج تهران             |
| ۱۳۷۹ | کلبه سپید                        | بازیگر     | رحمان سیفی‌آزاد                  |                            |
| ۱۳۷۹ | آبدار شاه                        | بازیگر     | رحیم رحیمی‌پور                   | شبکه دو                    |
| ۱۳۷۸ | گل‌های ۷۸                         | بازیگر     | مهران غفوریان                   | شبکه سه                    |
| ۱۳۷۸ | حرف تو حرف                       | بازیگر     | مهران غفوریان                   | شبکه پنج تهران             |
| ۱۳۷۸ | این چند نفر                      | بازیگر     | مهران غفوریان                   | شبکه سه                    |
| ۱۳۷۷ | عید آن سال‌ها                     | بازیگر     | سعید ابراهیمی‌فر                 | شبکه دو                    |
| ۱۳۷۷ | گلهای ۷۷                         | بازیگر     | مهران غفوریان                   | شبکه سه                    |
| ۱۳۷۷ | ایستگاه ۷۷                       | بازیگر     |                                 | شبکه سه                    |
| ۱۳۷۶ | گل‌های ۷۶                         | بازیگر     | مسعود آب‌پرور                    | شبکه سه                    |
| ۱۳۷۵ | نوروز ۷۶                         | بازیگر     | داریوش کاردان                   | شبکه یک                    |
| ۱۳۷۴ | نوروز ۷۵                         | بازیگر     | داریوش کاردان                   | شبکه یک                    |
| ۱۳۷۴ | دزدان مادربزرگ                   | بازیگر     | مهدی صباغ‌زاده                   | شبکه یک                    |
| ۱۳۷۴ | آخرین ستاره شب                   | بازیگر     | منوچهر پوراحمد                  | شبکه یک                    |
| ۱۳۷۳ | لبخند سوم                        | بازیگر     | مسعود رشیدی                     | شبکه سه                    |
| ۱۳۷۳ | همسران                           | بازیگر     | بیژن بیرنگ مسعود رسام           | شبکه دو                    |
| ۱۳۷۳ | جُنگ ۳۹                           | بازیگر     | داریوش کاردان                   | شبکه دو                    |
| ۱۳۷۳ | پسر بابا                         | بازیگر     | محسن تقوی                       | شبکه یک                    |
| ۱۳۷۳ | پیک سپید شادی                    | بازیگر     | محسن تقوی                       | شبکه یک                    |
| ---- | -------------------------------- | ---------- | ------------------------------- | -------------------------- |

## شبکه نمایش خانگی
| سال       | نام                           | سمت         | کارگردان       | توضیحات                 |
| --------- | ----------------------------- | ----------- | -------------- | ----------------------- |
| ۱۴۰۲      | نیسان آبی ۲                   | رضا سوسن    | مسعود اطیابی   | پخش از شبکه نمایش خانگی |
| ۱۴۰۲      | دفتر یادداشت                  | ناصر/لابی‌من | کیارش اسدی‌زاده | پخش از شبکه نمایش خانگی |
| ۱۴۰۲      | مهمونی                        | مهمان       | ایرج طهماسب    | پخش از شبکه نمایش خانگی |
| ۱۴۰۲      | تی‌ان‌تی                        | شرکت‌کننده   | حامد آهنگی     | پخش در شبکه نمایش خانگی |
| ۱۴۰۲      | ناتو                          | بازیکن      | مهدی صفی‌یاری   | پخش در شبکه نمایش خانگی |
| ۱۴۰۲      | مگه تموم عمر چندتا بهاره      | نئو         | سروش صحت       | پخش در شبکه نمایش خانگی |
| ۱۴۰۱      | پدرخوانده                     | شرکت‌کننده   | سعید ابوطالب   | پخش در شبکه نمایش خانگی |
| ۱۴۰۰–۱۴۰۱ | جوکر                          | بازیگر      | احسان علیخانی  | پخش در شبکه نمایش خانگی |
| ۱۴۰۱      | جناب عالی                     | بازیگر      | عادل تبریزی    | پخش در تلوبیون پلاس     |
| ۱۳۹۹      | شب‌های مافیا                   | بازیکن      | سعید ابوطالب   | پخش در شبکه نمایش خانگی |
| ۱۳۹۲      | شوخی کردم                     | بازیگر      | مهران مدیری    | پخش در شبکه نمایش خانگی |
| ۱۳۹۲      | مسابقه شام ایرانی (سری چهارم) | شرکت‌کننده   | محمد شایسته    | میزبانِ شب دومِ مسابقه    |
| ۱۳۸۹      | قهوه تلخ                      | بازیگر      | مهران مدیری    | پخش در شبکه نمایش خانگی |
| ۱۳۸۷      | بمب خنده                      | بازیگر      | مهران مدیری    | مجوز پخش نگرفته است     |